# Prekop Volga–Don
Leninov prekop Volga – Don (rusko: Волго-Донской судоходный канал имени, В. И. Ленина, Volga-Donskoy soudokhodniy kanal imeni V. I. Lenina, skrajšano ВДСК, VDSK) je prekop, ki povezuje reko Volgo in reko Don med njunima najbližjima točkama. Dolžina vodne poti, odprte leta 1952, je 101 km, 45 km skozi reke in zbiralnike.
Prekop je del enotnega sistema  globokovodnih poti v Rusiji. Skupaj s spodnjo Volgo in spodnjim Donom je prekop Volga – Don najbolj neposredna plovna povezava med Kaspijskim jezerom in svetovnimi oceani preko Azovskega in Črnega morja.

## Zgodovina
Zamisel o trgovinski in vojaški poti med glavnima rekama Volgo in Donom sega v zgodnjo človeško zgodovino. Obstoj antičnega grškega mesta Tanais v delti reke Don, ki izvira iz okoli 438 pr. n. št. - okoli 370 n. št. v času Bosporskega kraljestva je nakazovalo, da lahko ta pot obstaja že več kot dva tisoč let. Sarkel je bila trdnjava na levem bregu spodnje reke Don in je nadzirala Volško trgovsko pot . Tako Sarkel kot Tanais sta bila na trgovski Volški trgovski poti.
Prevozna pot Don – Volga je ime dobila pred približno 1000 leti, medtem ko je imela pomemben trgovski pomen . Prvi poskusi povezave s prekopom je opravil Peter Veliki . Po zajetju Azova leta 1696 se je Peter Veliki odločil za gradnjo prekopa, vendar je bil zaradi pomanjkanja virov in drugih težav ta poskus leta 1701 brez uspeha opuščen. Leta 1701 je sprožil drugi poskus (tako imenovani Ivanovski prekop pri Jepifanu) pod upravo kneza Matveja Gagarina. Namesto da bi spodnji tok Dona povezal s spodnjim tokom Volge v bližini sedanjega prekopa, je Ivanovski prekop povezal na zgornji tok Dona v sedanji Tulski oblasti. Med letoma 1702 in 1707 je bilo zgrajenih štiriindvajset zapornic, v letu 1707 pa je približno 300 ladij prešlo prekop pod izjemno težkimi plovnimi pogoji. Leta 1709 je bil projekt zaradi finančnih težav, ki jih je povzročila velika severna vojna, ustavljen. Prekop je dobil ime Petrov Val, mesto Petrov Val pa je ime dobilo po tem poskusu.
Leta 1711 je Rusija v skladu z mirovnim sporazumom iz Pruta zapustila Azov in Peter Veliki je izgubil vse zanimanje za prekop, ki je bil zapuščen in začel propadati . Sčasoma so bili predlagani drugi projekti za povezavo obeh rek, vendar je ostalo pri poskusih. Še več, Dubovsko-Kačalinska železnica, ki je bila konjska železnica, in železnica Volga – Don (ki je zdaj del Jugovzhodne železnice (Rusija)) sta bili zgrajeni leta 1846 in 1852, da bi povezali Volgo in Don na  najbližji razdalji. Železnici sta bili dolgi 68 km in 73 km.
Dejanska gradnja današnjega prekopa Volga – Don, ki ga je zasnoval Hidroprojektni inštitut Sergeja Žuka, se je začela pred drugo svetovno vojno, ki je postopek prekinila. Gradbena dela so se nadaljevala od leta 1948 do 1952; plovba je bila odprta 1. junija 1952. Prekop in njegove objekte je gradilo približno 900.000 delavcev, vključno s približno 100.000 nemškimi zaporniki in 100.000 gulaškimi ujetniki. Dan, preživet na gradbišču je štel za tri dni zapora, kar je zapornike spodbudilo k delu. Več obsojencev je bilo ob izpustitvi celo nagrajenih z redom Delavskega rdečega transparenta.
Po dokončanju je prekop Volga – Don postal pomemben člen enotnega sistema globoovodnega prometa evropskega dela ZSSR.

## Delovanje
Prekop se začne pri Sarepti na reki Volgi (južno od Volgograda; zapornica št. 1 in ločni prehod sta na
48°31′10″N 44°33′10″E / 48.51944°N 44.55278°E) in se konča v akumulaciji Cimljansk reke Don pri mestu Kalač na Donu. Prekop ima na strani Volge devet enokomornih zapornic, ki lahko dvignejo ladje v višino 88 m  in štiri zapornice iste vrste na strani Dona, ki lahko spuščajo ladje 44 m. Skupne dimenzije zapornic so manjše od tistih na reki Volgi, vendar lahko prevažajo ladje do 5000 ton tovora. Najmanjše zapornice so dolge 145 m, široke 17 m in globoke 3,6 m. Največja dovoljena velikost plovila je dolžine 140 m, širine 16,6 m in globine 3,5 m (Volgo – Don Max Class).
Prekop Volga – Don se polni iz reke Don; tri močna črpališča vzdržujejo vodostaj. Voda se odvzema tudi iz prekopa in se uporablja za namakanje.
Vrste tovora, ki se prevaža iz Donske regije do Volge, vključuje premog iz Donecka, Ukrajina, rude, gradbeni material in žito. Tovori od Volge do Dona vsebujejo les, pirit in naftne derivate (prevažajo jih večinoma ladje Volgotanker). Turistične ladje vozijo v obe smeri.
Prekop Volga – Don, skupaj s Cimljanskim vodovodnim sistemom (glavni arhitekt Leonid Poljakov), so del arhitekturnega kompleksa, posvečenega bitkam za Caricin med rusko državljansko vojno in bitko za Stalingrad med nemško-sovjetsko vojno. Ruski klasični skladatelj Sergej Prokofjev je napisal simfonično pesnitev Srečanje Volge in Dona, da bi proslavili dokončanje prekopa.
Po podatkih Pomorskega odbora (Morskaya Kollegiya) ruske vlade je bilo skozi prekop Volga – Don leta 2004 prepeljanih 10,9 milijona ton tovora .
Nadomestni (ne nujno primerljivi) vir je zahteval 8,05 milijona ton tovora v celotnem prekopu leta 2006. Večina tovora je bila prepeljana od vzhoda proti zahodu: 7,2 milijona ton je bilo preko prekopa prepeljanih iz Volga / Kaspijske kotline do Don / Azovskega  / Črnega morja in le 0,85 milijona ton v nasprotni smeri. Nekaj več kot polovico vsega tovora je predstavljala nafta ali naftni derivati (4,14 milijona ton), ki so bili pretežno odposlani iz kaspijske regije.
Leta 2007 so poročali, da je v prvih 55 letih delovanja prekopa preko 4506 plovil prepeljalo 336 milijonov ton tovora. Nedavna količina tovora je znašala 12 milijonov ton na leto . Leta 2016 je bilo jedro beloruske jedrske elektrarne VVER-1200, 330-t težko, visoko 13 metrov, premera 4,5 metra prepeljano na lokacijo z izkoriščanjem akumulacije Cimljansk, prekopa Volga-Don, vodne poti Volga-Baltic, reke Volkhov in posebnim železniškim vagonom .

### Galerija znamk
- Znamka USSR 1951
- Znamka USSR 1952
- Russka znamka  2008
- USSR zbirka
- Risba zapornice na prekopu Volga–Don (1953) (47°33′5.84″N 42°08′10.26″E / 47.5516222°N 42.1361833°E)

## Prihodnost
V 1980-ih se je začela gradnja na drugem prekopu med Volgo in Donom. Novi prekop, ki so ga poimenovali Volga – Don 2 (rusko: Волго-Дон 2;
48°56′37″N 44°30′25″E / 48.94361°N 44.50694°E) bi se začel iz naselja Jerzovka na Volgogradskem akumulacijskem jezeru, severno (gorvodno) od jezu Volga, v nasprotju z obstoječim prekopom Volga – Don, ki se začne južno (dolvodno) jezu. Ta prekop bi zmanjšal število zapornic, ki bi jih morale ladje, ki prihajajo iz Volgogradskega akumulacije - ali iz katerega koli drugega pristanišča na Volgi ali Kami na severu - prečkati na poti do Dona. Projekt je bil zaradi finančnih razlogov nenadoma preklican 1. avgusta 1990, čeprav je bilo do takrat že porabljenih več kot 40 odstotkov dodeljenih sredstev. Od takrat je bila večina kamna in kovine v zapuščenem prekopu in njegovih zapornicah oropana.
Od leta 2007 do 2008 ruske oblasti razmišljajo o dveh možnostih za povečanje pretoka plovnih poti med Kaspijskim bazenom in Črnim morjem. Ena od možnosti, ki ponovno uporablja ime Volga – Don 2, je izgradnja drugega vzporednega prekopa Volga – Don, opremljenega z večjimi zapornicami dolžine 300 metrov. Ta načrt bi omogočil povečanje letnega pretovora v prekopu s 16,5 milijona ton na 30 milijonov ton. Druga možnost, za katero se zdi, da ima Kazahstan večjo podporo (ki bi bila glavni kupec prekopa), je izgradnja tako imenovanega Evrazijskega prekopa po bolj južni poti v depresiji Kuma – Manič, nekateri odseki pa so trenutno del mnogo plitkejšega ladijskega prekopa Manič. Čeprav bi druga možnost zahtevala kopanje daljšega prekopa kot Volga – Don in bi bila manj uporabna za plovila, ki prihajajo iz Volge, bi zagotovila bolj neposredno povezavo med Kaspijskim in Azovskim morjem. Evrazijski prekop bi prav tako potreboval manj zapornic kot Volga – Don, saj so višine depresije Kuma – Manič nižje od območja Volga – Don.